# 鲁斯兰·波诺马廖夫
鲁斯兰·奥萊霍维奇·波诺马廖夫（羅馬化：Ruslan Olehovych Ponomariov；1983年10月11日—），乌克兰国际象棋棋手，前国际象棋世界冠军。
1998年，年仅14岁的波诺马廖夫就获得了国际象棋特级大师称号。2002年，他在国际棋联世界冠军赛中击败同样来自乌克兰的瓦西里·伊万丘克获得世界冠军，并成为了史上最年轻的国际象棋世界冠军。2005年、2009年，他两度获国际象棋世界杯亚军。2011年，他夺得了乌克兰国际象棋全国冠军。